# Kopi luwak

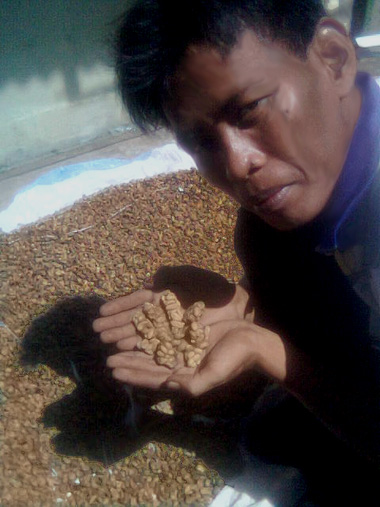
Indonezyjski farmer prezentuje ziarna, które przeszły już przez wnętrzności łaskuna, ale jeszcze nie zostały umyte i uprażone

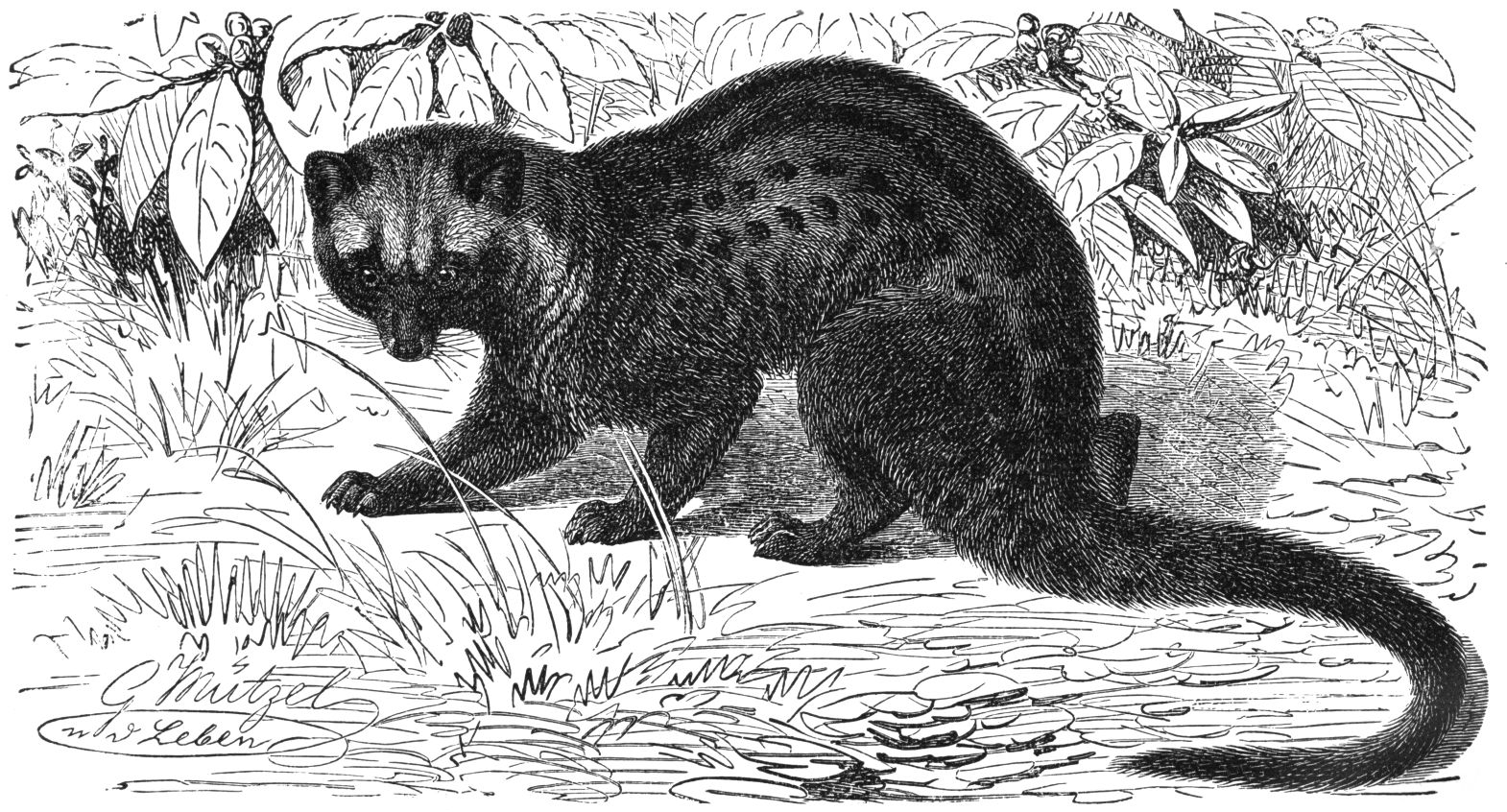
Łaskun palmowy (Paradoxurus hermaphroditus) – z jego odchodów wydobywa się ziarna kawy

Kopi luwak, kawa luwak – gatunek kawy pochodzący z południowo-wschodniej Azji, wytwarzany z ziaren kawy, które wydobywane są z odchodów zwierzęcia z rodziny łaszowatych, łaskuna palmowego (Paradoxurus hermaphroditus), nazywanego popularnie cywetą, a lokalnie luwak.
Łaskun chętnie zjada owoce kawowca, ale nie trawi jego nasion, a jedynie miąższ. Po nadtrawieniu przez enzymy trawienne i lekkim sfermentowaniu przez bakterie produkujące kwas mlekowy ziarna przechodzą przez przewód pokarmowy i są wydalane. Zwierzę zjada tylko najlepsze owoce, a przez przejście przez przewód pokarmowy łaskuna ziarna kawy tracą gorzki smak i kawa z nich wytwarzana zyskuje nowy, łagodny aromat. Po oczyszczeniu kawę przetwarza się w typowy sposób. Ten gatunek zbierany jest przez ludność z wysp indonezyjskich (Sumatra, Jawa, Celebes), a w mniejszym stopniu z Filipin i Wietnamu.
Wysoka cena skupu skłania mieszkańców tych terenów do łowienia łaskunów i karmienia ich owocami kawy dla łatwego uzyskania znacznych ilości tego gatunku kawy. Zwierzęta są trzymane w ciasnych klatkach, a ich śmiertelność jest bardzo wysoka. Dlatego produkcja tego gatunku kawy była wielokrotnie krytykowana jako nieetyczna.
Kopi luwak jest jedną z droższych kaw na świecie – w 2013 kilogram kosztował od 200 do 400 dolarów. Roczne światowe „zbiory” tego gatunku kawy wynoszą zaledwie 250–400 kg. Głównymi konsumentami są Stany Zjednoczone i Japonia, chociaż staje się dostępna też w innych krajach, w tym także w Polsce.